# Haumaniastrum
Haumaniastrum  é um gênero botânico da família Lamiaceae

## Espécies
Composto por 55 espécies:
Haumaniastrum abyssinicum Haumaniastrum alboviride Haumaniastrum bianense
Haumaniastrum buddleoides Haumaniastrum buettneri Haumaniastrum callianthum
Haumaniastrum caeruleum Haumaniastrum chartaceum Haumaniastrum cordigerum
Haumaniastrum coriaceum Haumaniastrum coeruleum Haumaniastrum cubanquense
Haumaniastrum cylindraceum Haumaniastrum derriksianum Haumaniastrum desenfansii
Haumaniastrum dilunguense Haumaniastrum dissitifolium Haumaniastrum galeopsifolium
Haumaniastrum glabrifolium Haumaniastrum glaucescens Haumaniastrum goetzei
Haumaniastrum gracile Haumaniastrum graminifolium Haumaniastrum homblei
Haumaniastrum kaessneri Haumaniastrum katangense Haumaniastrum kundelungense
Haumaniastrum lantanoides Haumaniastrum latifolium Haumaniastrum lilacinum
Haumaniastrum linearifolium Haumaniastrum membranaceum Haumaniastrum minor
Haumaniastrum monocephalum Haumaniastrum morumbense Haumaniastrum nyassicum
Haumaniastrum paniculatum Haumaniastrum polyneurum Haumaniastrum praealtum
Haumaniastrum prealtum Haumaniastrum quarrei Haumaniastrum robertii
Haumaniastrum rosulatum Haumaniastrum rupestre Haumaniastrum semilignosum
Haumaniastrum sericeum Haumaniastrum speciosum Haumaniastrum stanneum
Haumaniastrum suberosum Haumaniastrum timpermanii Haumaniastrum triramosum
Haumaniastrum uluguricum Haumaniastrum uniflorum Haumaniastrum vandenbrandei
Haumaniastrum venosum Haumaniastrum villosum